# San Marcos Atesquilapan
San Marcos Atesquilapan är en ort i Mexiko.   Den ligger i kommunen Naolinco och delstaten Veracruz, i den sydöstra delen av landet, 240 km öster om huvudstaden Mexico City. San Marcos Atesquilapan ligger 1 779 meter över havet och antalet invånare är 1 616.
Terrängen runt San Marcos Atesquilapan är kuperad åt sydväst, men åt nordost är den bergig. Runt San Marcos Atesquilapan är det tätbefolkat, med 511 invånare per kvadratkilometer. Närmaste större samhälle är Xalapa, 17,9 km söder om San Marcos Atesquilapan. Omgivningarna runt San Marcos Atesquilapan är en mosaik av jordbruksmark och naturlig växtlighet.